# Wojskowe sądy rejonowe (II RP)
Wojskowe Sądy Rejonowe (WSR) – terytorialne organy służby sprawiedliwości Wojska Polskiego w okresie II Rzeczypospolitej.

## Wykaz wojskowych sądów rejonowych z obsadą personalną oficerów
| Struktura terytorialna wojskowych sądowych rejonowych i ich kierownicy w 1923: - WSR Biała-Bielsko: mjr Franciszek Matuszek - WSR Brześć: kpt. dr Kapitan Wrześniowski - WSR Bydgoszcz: mjr Zygmunt Romański - WSR Częstochowa: kpt. dr Marian Bielecki - WSR Gniezno: kpt. Julian Zagórski - WSR Grodno: mjr Zygmunt Warszawski - WSR Grudziądz: mjr Karol Sożyński - WSR Jarosław w Rzeszowie: kpt. Władysław Demitrowski - WSR Kalisz: kpt. dr Michał Sydor - WSR Katowice: kpt. Jan Teodorowicz - WSR Kielce: mjr Wilhelm Rozdół - WSR Kowel: wakat - WSR Kraków: mjr dr Roman Medwicz - WSR Lida: kpt. dr Olgierd Niebieszczański - WSR Lublin w Zamościu: mjr Stanisław Wróblewski - WSR Lwów: mjr Ignacy Smereczański - WSR Łomża: mjr dr Kazimierz Dobosz - WSR Łódź: kpt. Jan Kawecki - WSR Modlin: mjr Teofil Maresch - WSR Poznań: mjr dr Stefan Podkomorski - WSR Przemyśl: mjr Józef Kraśniak - WSR Równe: kpt. Ignacy Rembilas - WSR Siedlce: kpt. Artur Wiśniewski - WSR Skierniewice w Kutnie: kpt. Aleksander Bartosik - WSR Słonim: kpt. Albin Znamirowski - WSR Stanisławów: mjr Jan Krynicki - WSR Tarnopol: kpt. Andrzej Pytel - WSR Toruń: mjr dr Michał Przywara - WSR Warszawa: kpt. Wiktor Szemioth - WSR Wilno: mjr Antoni Doboszyński |  | Struktura terytorialna wojskowych sądowych rejonowych i ich kierownicy w 1924: - WSR Biała-Bielsko: mjr Franciszek Matuszek - WSR Brześć: mjr Władysław Bielicki - WSR Bydgoszcz: mjr Zygmunt Romański - WSR Częstochowa: kpt. dr Marian Bielecki - WSR Gniezno: kpt. Julian Zagórski - WSR Grodno: kpt. Bohdan Zwinklewicz - WSR Grudziądz: mjr Karol Sożyński - WSR Jarosław w Rzeszowie: kpt. Władysław Demitrowski - WSR Kalisz: kpt. dr Michał Sydor - WSR Katowice: kpt. Jan Teodorowicz - WSR Kielce: mjr Wilhelm Rozdół - WSR Kowel: kpt. Ignacy Szablowski - WSR Kraków: mjr dr Roman Medwicz - WSR Lida: mjr Aleksander Hatowski - WSR Lublin w Zamościu: mjr Stanisław Wróblewski - WSR Lwów: mjr Ignacy Smereczański - WSR Łomża: mjr dr Kazimierz Dobosz - WSR Łódź: kpt. Jan Kawecki - WSR Modlin: mjr Teofil Maresch - WSR Poznań: mjr dr Stefan Podkomorski - WSR Przemyśl: mjr Józef Kraśniak - WSR Równe: kpt. Ignacy Rembilas - WSR Siedlce: kpt. Artur Wiśniewski - WSR Skierniewice w Kutnie: kpt. Aleksander Bartosik - WSR Słonim: kpt. Albin Znamirowski - WSR Stanisławów: mjr Jan Krynicki - WSR Tarnopol: kpt. Andrzej Pytel - WSR Toruń: mjr dr Michał Przywara - WSR Warszawa: mjr Leon Reklewski - WSR Wilno: mjr Antoni Doboszyński |

### Obsada w 1932
Struktura terytorialna wojskowych sądowych rejonowych i ich kierownicy w 1932:
- WSR Baranowicze: kpt. Władysław Trzeciecki
- WSR Bielsko n/Śl.: kpt. dr Stanisław Menhard
- WSR Brześć: kpt. Józef Lilejko
- WSR Bydgoszcz: kpt. Stanisław Mazanowski
- WSR Częstochowa: kpt. Antoni Broszkiewicz
- WSR Gniezno: kpt. dr Jan Madziara
- WSR Grodno: wakat
- WSR Grudziądz: kpt Karol Wirth
- WSR Jarosław: kpt. Czesław Kędzierski
- WSR Kalisz: kpt. Otton Grudziński
- WSR Katowice: kpt. Roman Sumowski
- WSR Kielce: kpt. Teofil Stankiewicz
- WSR Kowel: kpt. Ignacy Szablowski
- WSR Kraków: mjr dr Józef Jan Król
- WSR Lida: kpt. Eustachy Chrzanowski
- WSR Lublin w Zamościu: kpt. dr Jan Kazimierz Wilk
- WSR Lwów mjr Jan Krynicki (do 30 VI 1934[4])
- WSR Łomża: mjr Alfred Hausner
- WSR Łódź: kpt. Jan Antoniewicz
- WSR Modlin: kpt. Władysław Koreywo
- WSR Poznań: kpt. Ludwik Łańcucki
- WSR Przemyśl: kpt. Erwin Bordolo
- WSR Równe: kpt. Józef Hoszowski
- WSR Siedlce: kpt. dr Roman Zubczewski
- WSR Skierniewice: kpt. dr Arnold Tarczewski
- WSR Słonim: kpt. Albin Znamirowski
- WSR Stanisławów: kpt. Władysław Danko p.o.
- WSR Tarnopol: kpt. Jan Róg
- WSR Toruń: wakat
- WSR Warszawa: mjr dypl. Zygmunt Borawski
- WSR Wilno: kpt. Kazimierz Mianowski

### Obsada w marcu 1939
Wykaz zawiera obsadę wojskowych sądów rejonowych według stanu bezpośrednio przed rozpoczęciem mobilizacji pierwszych oddziałów Wojska Polskiego w dniu 23 marca 1939, ale już po przeprowadzeniu ostatnich awansów ogłoszonych z datą 19 marca 1939.
Wojskowy Sąd Rejonowy Baranowicze
- kierownik sądu – mjr mgr Antoniewicz Jan Stanisław
- sędzia rejonowy – kpt. mgr Przysziakowsld Stanisław Józef
- oficer sądowy – kpt. adm. (art) Trojanowski Władysław I

Wojskowy Sąd Rejonowy Bielsko
- kierownik sądu – kpt. mgr Bara Wacław Piotr Antoni
- oficer sądowy – kpt. piech. Stiller Ernest Ludwik

Wojskowy Sąd Rejonowy Brześć
- kierownik sądu – kpt. Lilejko Józef
- oficer sądowy – por. adm. (art) Antczak Henryk

Wojskowy Sąd Rejonowy Bydgoszcz
- kierownik sądu – kpt mgr Czaj Józef
- oficer sądowy – por. adm. (kaw.) Hryckiewicz Wacław

Wojskowy Sąd Rejonowy Częstochowa
- kierownik sądu – kpt. mgr Danko Władysław
- oficer sądowy – kpt. adm. (żand.) Karol Wolkenberg †1940 Katyń[6]

Wojskowy Sąd Rejonowy Gniezno
- kierownik sądu – kpt mgr Downarowicz Witold
- oficer sądowy – kpt. adm. (piech.) Piela Stanisław Walenty

Wojskowy Sąd Rejonowy Grodno
- kierownik sądu –
- sędzia rejonowy – kpt. aud. mgr Marian Stanisław Grossmann
- oficer sądowy – kpt adm. (piech.) Witold Stanisław Donten

Wojskowy Sąd Rejonowy Grudziądz
- kierownik sądu – kpt. mgr Tyrawski Stanisław Jan
- oficer sądowy – kpt. adm. (żand.) Kalisz Marian Józef

Wojskowy Sąd Rejonowy Jarosław
- kierownik sądu – kpt. mgr Zygmunt Antoni Skoczek
- oficer sądowy – kpt. adm. (art.) Wincenty II Rutkowski

Wojskowy Sąd Rejonowy Kalisz
- kierownik sądu – kpt. mgr Łukasik Antoni
- oficer sądowy – kpt. adm. (art.) Marchlewski Józef Franciszek

Wojskowy Sąd Rejonowy Katowice
- kierownik sądu – mjr dr Drzymała Stanisław
- sędzia rejonowy – kpt. mgr Urbański Stanisław Tadeusz
- oficer sądowy – kpt. adm. (piech.) Biernaciński Franciszek Jan

Wojskowy Sąd Rejonowy Kielce
- kierownik sądu – kpt. mgr Stankiewicz Teofil Michał
- oficer sądowy – kpt. adm. (art.) Martynowski Tadeusz

Wojskowy Sąd Rejonowy Kowel
- kierownik sądu – mjr mgr Józef II Hoszowski
- sędzia rejonowy – kpt. mgr Cybulski Zygmunt Władysław
- oficer sądowy – kpt. adm. (art) Tomaszewski Bronisław

Wojskowy Sąd Rejonowy Kraków
- kierownik sądu – mjr mgr Zieliński Jan Bolesław Marian
- sędzia rejonowy – kpt dr Zdrochecki Eugeniusz Marian
- oficer sądowy – kpt adm. (art) Weiss Zygmunt Antoni Stanisław

Wojskowy Sąd Rejonowy Lida
- kierownik sądu – kpt mgr Błaut Antoni
- sędzia rejonowy – kpt mgr Lebiński Stefan Władysław
- oficer sądowy – kpt piech. Hopfen Czesław Zygmunt

Wojskowy Sąd Rejonowy Lwów
- kierownik sądu – mjr aud. mgr Kazimierz Tabęcki[a] †1940 Charków[13]
- sędzia rejonowy – kpt mgr Sąsiadek Piotr
- oficer sądowy – kpt adm. (art) Duczyński Jan Julian

Wojskowy Sąd Rejonowy Łomża
- kierownik sądu – kpt Schmidt Aleksander Józef
- oficer sądowy – kpt adm. (piech.) Szczęsny Czesław

Wojskowy Sąd Rejonowy Łódź
- kierownik sądu – kpt. mgr Pałczyński Włodzimierz Apolinary
- oficer sądowy – por. adm. (piech.) Mokrzycki Włodzimierz Hugon

Wojskowy Sąd Rejonowy Modlin
- kierownik sądu – kpt mgr Marciniak Stefan
- oficer sądowy – kpt. adm. (art.) mgr Dembowski Jerzy Marian

Wojskowy Sąd Rejonowy Poznań
- kierownik sądu – kpt. mgr Gołębowski Wiesław Mieczysław
- oficer sądowy – kpt. adm. (art) Niewrzałkiewicz Maksymilian

Wojskowy Sąd Rejonowy Przemyśl
- kierownik sądu – kpt. dr Kochmański Stanisław Marian
- oficer sądowy – kpt. adm. (sap.) Mirek Stanisław

Wojskowy Sąd Rejonowy Równe
- kierownik sądu – kpt mgr Adamczyk Leon
- sędzia rejonowy – kpt mgr Skorupski Janusz
- oficer sądowy – kpt adm. (żand.) Somogyi Zygmunt Seweryn

Wojskowy Sąd Rejonowy Siedlce
- kierownik sądu – kpt mgr Stypułkowski Bolesław Teodor
- oficer sądowy – kpt. adm. (art.) Dworakowski Zygmunt

Wojskowy Sąd Rejonowy Skierniewice
- kierownik sądu – kpt Szczepański Jan I
- oficer sądowy – kpt. adm. (piech.) Słupecki Bogusław Jakub Cyprian

Wojskowy Sąd Rejonowy Stanisławów
- kierownik sądu – kpt. mgr Duszyński Henryk
- oficer sądowy – kpt adm. (art.) Zagórski Wiktor II

Wojskowy Sąd Rejonowy Tarnopol
- kierownik sądu – mjr dr Chudzialdewicz Mikołaj
- sędzia rejonowy – kpt. mgr Jan Hryckowian
- oficer sądowy – kpt art. Buntner Kazimierz Alojzy Leon

Wojskowy Sąd Rejonowy Toruń
- kierownik sądu – kpt mgr Krupa Kazimierz
- oficer sądowy – kpt. adm. (art.) Kowalski Tadeusz III

Wojskowy Sąd Rejonowy Warszawa
- kierownik sądu – mjr Koreywo Władysław
- sędzia rejonowy – kpt mgr Borowiec Władysław
- sędzia rejonowy – kpt. mgr Wiejak Jan
- oficer sądowy – kpt. adm. (art.) Eugeniusz Dziwiłł

Wojskowy Sąd Rejonowy Wilno
- kierownik sądu – mjr Trzeciecki Władysław
- sędzia rejonowy – kpt. mgr Skorupiński Stanisław
- oficer sądowy – kpt. adm. (art.) Miłkowski Edmund

Wojskowy Sąd Rejonowy Zamość
- kierownik sądu – mgr Kołbuszewski Władysław Stanisław
- oficer sądowy – kpt. art Hoffmann Paweł Stanisław